# Kodō (groupe)

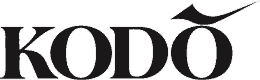
Logo de Kodō.

Pour les articles homonymes, voir Kodo.
Kodō (鼓童) est un groupe de percussionnistes japonais originaire de l'île de Sado. Son nom signifie « battement de cœur » et « enfant du tambour » en japonais.

## Historique

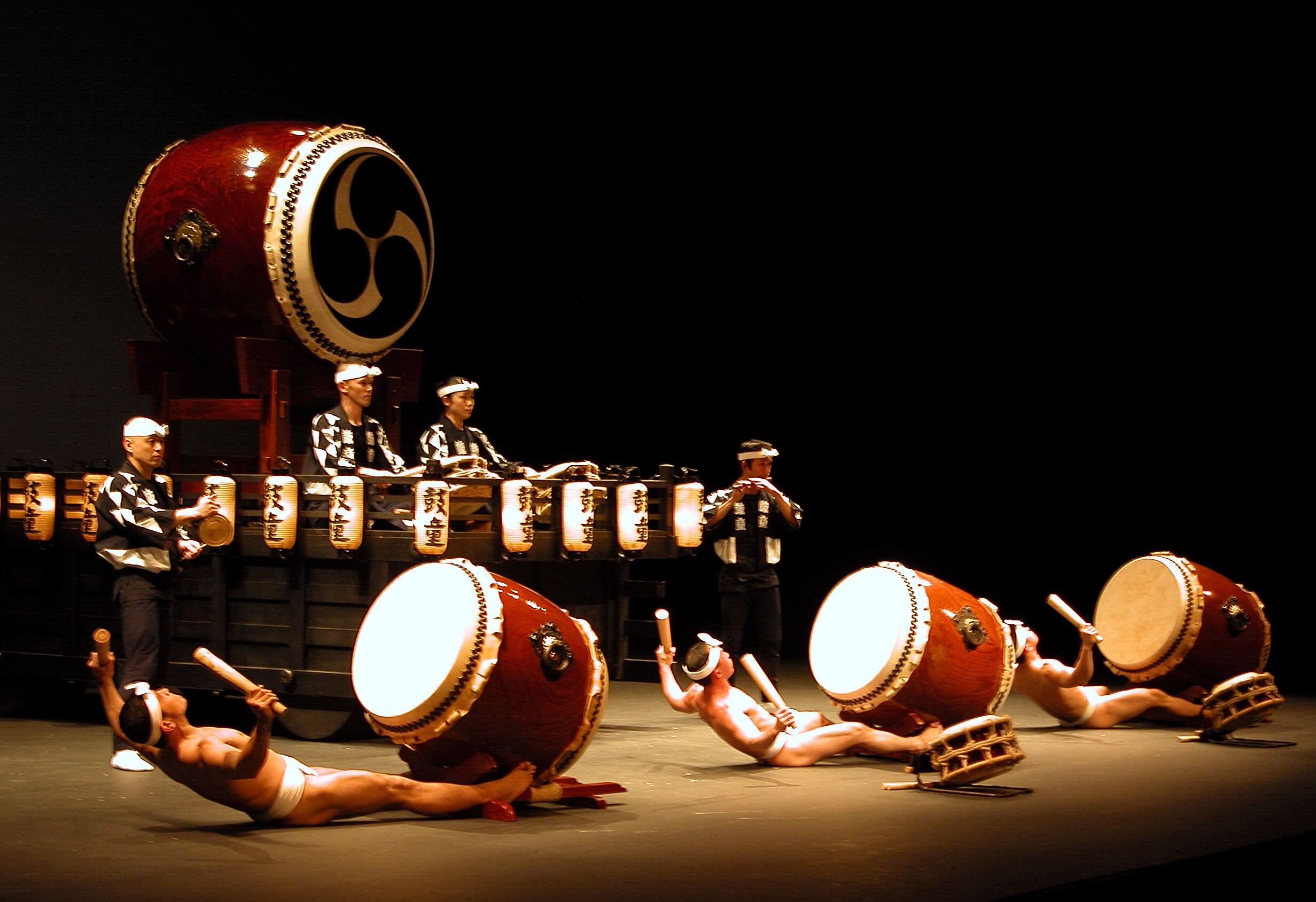
Concert de Kodo en 2007.

Le collectif Kodo est formé en 1971 par d'anciens membres du groupe Ondekoza (en) à la suite d'un différend entre Den Tagayasu (en) (fondateur d'Ondekoza) et ses musiciens ; il prend le nom "Kodo" seulement en 1981. Il perpétue et réinvente la tradition musicale japonaise, en explorant toutes les possibilités offertes par le taiko, tambour de peau tendue sur bois utilisé dans les fêtes traditionnelles.
Il parcourt le monde depuis le début des années 1980 (à partir de 1981) pour diffuser son message « d’humanité partagée, de conscience environnementale et de paix ».
Dans son nouveau[Quand ?] spectacle, Ekkyo: Transborder (« par delà les frontières »), quatorze percussionnistes, dix hommes et quatre femmes, donnent vie au répertoire traditionnel de différentes provinces du Japon, sans s’interdire de puiser dans celui d’autres continents.